# Endasys rugitexanus
Endasys rugitexanus là một loài tò vò trong họ Ichneumonidae.